# ستيفان الثامن
البابا ستيفن الثامن وتُكتب أسطفان الثامن ((باللاتينية: Stephanus VIII)‏د. تشرين الأول / أكتوبر 942) كان البابا من 14 تموز / يوليه 939 إلى وفاته في 942.

## للقراءة
- مان هوراس K., حياة البابوات في العصور الوسطى في وقت مبكر, Vol. الرابع: الباباوات في أيام الإقطاعية الفوضى، 891-999 (1910)

## وصلات خارجية
- "Pope Stephen (VIII) IX". الموسوعة الكاثوليكية. نيويورك: شركة روبرت أبيلتون. 1913.

| سبقه ليو السابع | باباوات الكنيسة الكاثوليكية الثامن 939 - 942 | تبعه مارينوس الثاني |